# Joseph Blackmore
Joseph Blackmore (ur. 23 lutego 2003 w Sidcup) – brytyjski kolarz szosowy.

## Osiągnięcia
Opracowano na podstawie:

2024
- 1. miejsce w Tour du Rwanda
  - 1. miejsce na 6. i 8. etapie
- 1. miejsce w  Tour de Taiwan
- 1. miejsce w Circuit des Ardennes
  - 1. miejsce w klasyfikacji punktowej i młodzieżowej
  - 1. miejsce na 4. etapie
- 1. miejsce w  Liège-Bastogne-Liège U23
- 1. miejsce w Tour de l’Avenir
  - 1. miejsce w klasyfikacji punktowej
  - 1. miejsce na 3. etapie
- 3. miejsce w mistrzostwach Wielkiej Brytanii do lat 23 (start wspólny)
- 5. miejsce w Tour of Britain
- 5. miejsce w mistrzostwach świata do lat 23 (start wspólny)

2025
- 4. miejsce w Tour des Alpes-Maritimes
  - 1. miejsce w klasyfikacji punktowej

## Rankingi
| Rok             | 2023  | 2024 |
| --------------- | ----- | ---- |
| World Ranking   | 1087. | 91.  |
| UCI Europe Tour | -     | 71.  |
|                 |       |      |
| Źródło: UCI     |       |      |